# USC Trojans football
La squadra di football degli USC Trojans rappresenta la University of Southern California (conosciuta anche come USC). I Trojans competono nella Football Bowl Subdivision (FBS) della National Collegiate Athletics Association (NCAA) e nella Pacific-12 Conference (SEC). La squadra è allenata dal 2022 da Lincoln Riley. I Trojans hanno uno degli storici e più decorati programmi della storia della NCAA. Sin dalla sua prima stagione nel 1888, la squadra ha vinto 11 titoli nazionali. Al 2013, 480 giocatori provenienti dall'università sono stati scelti nel Draft NFL, più di qualsiasi altro istituto.

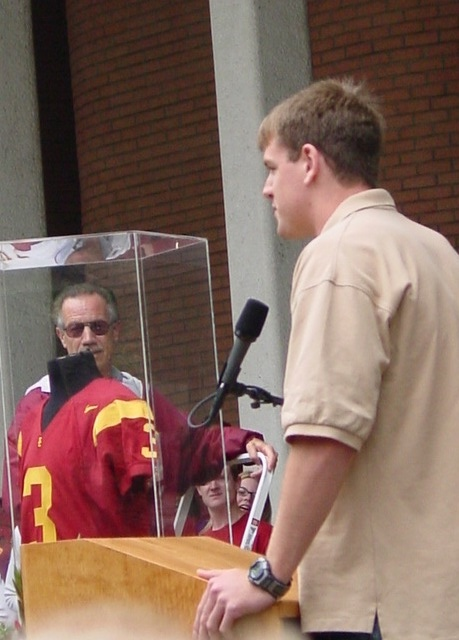
Carson Palmer durante il ritiro della sua maglia da parte di USC

## Titoli nazionali
| Anno                    | Allenatore              | Selettore                                  | Record | Bowl                        |
| ----------------------- | ----------------------- | ------------------------------------------ | ------ | --------------------------- |
| 1928                    | Howard Jones            | Dickinson System                           | 9-0-1  | -                           |
| 1931                    | Howard Jones            | Helms, CFRA, NCF                           | 10-1   | Vinto Rose                  |
| 1932                    | Howard Jones            | Helms, CFRA, NCF                           | 10-0   | Vinto Rose                  |
| 1939                    | Howard Jones            | Dickinson System                           | 8-0-2  | Vinto Rose                  |
| 1962                    | John McKay              | AP, FWAA, NFF, UPI                         | 11-0   | Vinto Rose                  |
| 1967                    | John McKay              | AP, FWAA, NFF, UPI                         | 10-1   | Vinto Rose                  |
| 1972                    | John McKay              | AP, FWAA, NFF, UPI                         | 12-0   | Vinto Rose                  |
| 1974                    | John McKay              | FWAA, NFF, UPI                             | 10-1-1 | Vinto Rose                  |
| 1978                    | John Robinson           | UPI                                        | 12-1   | Vinto Rose                  |
| 2003                    | Pete Carroll            | AP, FWAA                                   | 12-1   | Vinto Rose                  |
| 2004                    | Pete Carroll            | AP, BCS(reso vacante), FWAA (reso vacante) | 13-0   | Vinto Orange (reso vacante) |
| Totali titoli nazionali | Totali titoli nazionali | Totali titoli nazionali                    | 11     | 11                          |

## Premi individuali

### Vincitori dell'Heisman Trophy e numeri ritirati
Otto giocatori di USC sono stati premiati con l'Heisman Trophy. Tutti loro (con l'eccezione di Reggie Bush e Caleb Williams) hanno avuto il loro numero ritirato dai Trojans. Bush fu costretto a rinunciare all'Heisman nel 2010 dopo un'indagine della NCAA che lo aveva scoperto non eleggibile a partecipare alle attività sportive nell'anno della vittoria. Il premio gli fu restituito nel 2024.
| Vincitori dell'Heisman Trophy di USC e numeri ritirati |               |       |           |             |
| N.                                                     | Giocatore     | Ruolo | Carriera  | Anno rit.   |
| 3                                                      | Carson Palmer | QB    | 1999-2002 | 2002        |
| 5                                                      | Reggie Bush   | HB    | 2003-05   | (Tornato) 1 |
| 11                                                     | Matt Leinart  | QB    | 2001-05   | 2004        |
| 12                                                     | Charles White | RB    | 1977-79   | 1979        |
| 20                                                     | Mike Garrett  | RB    | 1963-1965 | 1965        |
| 32                                                     | O.J. Simpson  | RB    | 1967-68   | 1968        |
| 33                                                     | Marcus Allen  | RB    | 1978-81   | 1981        |

Note:
- 1 Anche se non è ufficialmente ritirato, i Trojans non lo hanno più assegnato ad alcuno.[3][4]

### Membri della College Football Hall of Fame
- Howard Jones, Allenatore (1951)
- Morley Drury, B (1954)
- Mel Hein, Assistente all. (1954)
- Harry Smith, G (1955)
- Erny Pinckert, B (1957)
- Aaron Rosemberg, G (1966)
- Ernie Smith, T (1970)
- Dan McMillan, T (1971)
- Mort Kaer, B (1972)
- Aubrey Devine, Assistente all. (1973)
- John Ferraro, T (1974)
- Frank Gifford, B (1975)
- Cotton Warburton, B (1975)
- Tay Brown, T (1980)
- Johnny Baker, G (1983)
- O.J. Simpson, TB (1983)
- Mike Garrett, B (1985)
- Bob Blackman, Allenatore (1987)
- Mike McKeever, G (1987)

- Ron Yary, T (1987)
- John McKay, Head Coach (1988)
- Paul Cleary, E (1989)
- Mike McGee, Direttore atletico (1990)
- Lynn Swann, FL (1993)
- Marvin Powell, T (1994)
- Charles White, TB (1996)
- Ricky Hunley, Assistente all. (1997)
- Ken O'Brien, Assistente all. (1997)
- Brad Budde, G (1998)
- Don Coryell, Assistente all. (1999)
- Marcus Allen, TB (2000)
- Jon Arnett, HB (2001)
- Ronnie Lott, S (2002)
- Ricky Bell, TB (2003)
- Charles Young, TE (2004)
- Anthony Davis, TB (2005)
- Richard Wood, LB (2007)
- Sam Cunningham, FB (2010)
- Tony Boselli, OT (2014)

### Membri della Pro Football Hall of Fame
- Frank Gifford, HB (1977)
- Ron Mix, OT (1979)
- Morris 'Red' Badgro, E (1981)
- O.J. Simpson, RB (1985)
- Willie Wood, DB (1989)
- Anthony Muñoz, OT (1998)
- Ronnie Lott, DB (2000)
- Lynn Swann, WR (2001)
- Ron Yary, OT (2001)
- Marcus Allen, RB (2003)
- Bruce Matthews, OT, OG, C (2007)
- Junior Seau, LB (2015)
- Troy Polamalu, S (2020)
- Tony Boselli, OT (2022)